# Presidente do Vietnã do Norte
O cargo de Presidente da Republica Democrática do Vietnã do Norte foi estabelecido logo após a independência do Vietnã do Norte da França em 1945.
Foi ocupado somente por 2 Presidentes: Ho Chi Minh e Ton Duc Thang.                                                                                                                                                                                     
| Nº | Fotografia | Presidente    | Mandato presidensial  | Mandato presidensial  | Partido                                                    |
| 1  |            | Ho Chi Minh   | 2 de Setembro de 1945 | 2 de Setembro de 1969 | Partido Comunista da Indochina Partido Comunista do Vietnã |
| 2  |            | Tôn Đức Thắng | 3 de Setembro de 1969 | 2 de Julho de 1976    | Partido dos Trabalhadores do Vietnã                        |
| -- | ---------- | ------------- | --------------------- | --------------------- | ---------------------------------------------------------- |